# Johnnie Johnson
Johnnie Johnson (Fairmont, 8 de julio de 1924-San Luis, 13 de abril de 2005) fue un pianista y músico de blues que trabajó junto a Chuck Berry y Eric Clapton, entre otros. Según algunas fuentes, Berry le dedicó su canción Johnny B. Goode.

## Biografía
Nació Johnnie Clyde Johnson en Fairmont, Virginia Oeste, Estados Unidos de América y empezó a tocar el piano en 1928. Se alistó en el cuerpo de la marina estadounidense durante la Segunda Guerra Mundial, donde era miembro del grupo "Bobby Troup´s all serviceman Orchestra". Tras su vuelta, se mudó a Detroit, Illinois y Chicago, donde se relacionó con varios artistas destacados, incluyendo Muddy Waters y Little Walter.
Se trasladó a St.Louis, Misuri, en 1952 e inmediatamente se hizo un grupo de jazz llamado "The Sir John Trio" con el baterista Ebby Hardy y el saxofonista Alvin Bennett. Los tres actuaron en un lugar llamado "Cosmopolitan Club" en San Luis Oriental. En Nochevieja de 1952, Alvin Bennett tuvo un accidente y no pudo actuar. Johnson, buscando un artista que pudiera reemplazarle rápidamente, llamó a un joven cochero llamado Chuck Berry. Él pensaba que a causa de su inexperiencia como guitarrista no lo reemplazaría aquella Nochevieja. Aun así, aquel guitarrista tan poco experimentado añadió letra a las canciones y teatralidad al grupo. Ya que Bennet no podría volver a tocar debido a su accidente, Johnson contrató a Chuck Berry como miembro permanente del grupo.
Berry llevó una versión que hicieron de la canción de Bob Wills llamada "Ida Red" a la discográfica Chess Records. A los hermanos Chess les gustó el sonido de aquella canción, y de ahí a poco tiempo, estaban en Chicago grabando "Maybellene" y "Wee Wee Hours" - una canción que Johnson estuvo tocando en versión instrumental durante años, a la que Chuck le añadió rápidamente una letra. En la época en la que el trío dejó Chicago, Berry decidió empezar una carrera como solista y los otros dos miembros del grupo (Hardy y Johnson) se unieron a su banda. Johnson dijo "Pensé que podríamos obtener mejores trabajos con Chuck en su banda."
Durante los siguientes 20 años, los dos colaboraron en muchas canciones de Chuck Berry, incluyendo "School Days", "Carol" y "Nadine". La canción "Johnny B. Goode" fue según se informó un tributo a Johnson, con el título de la canción haciendo referencia al comportamiento de este cuando estaba ebrio. El pianista durante la sesión de grabación de la canción "Jhonny B. Goode" fue Lafayette Leake, uno de dos principales pianistas durante las grabaciones en Chess Records (siendo el otro Otis Spann). Leake también tocó en "Oh Baby Doll", "Rock & Roll music", "Reeling and Rocking" y "Sweet Little Sixteen".
Berry y Johnson actuaron juntos hasta 1973. Aunque no siempre pagado, actuó con Berry después de 1973 ocasionalmente hasta su propia muerte en 2005.
Era sabido que Johnson tenía un problema serio con el alcohol. En la autobiografía de Chuck Berry, Berry cuenta como él y su banda hicieron una promesa de no beber en el coche, mientras estaban en la carretera, poniendo la mano en la ventana como forma de juramento. Johnson desmintió la historia. Dejó de beber en 1991 después de casi sufrir un infarto en una actuación con Eric Clapton.
Johnson recibió una pequeña contribución por su aparición en el documental Hail! Hail! Rock 'n' Roll en 1987. Aquella pequeña contribución le ayudó a volver a la música, ya que por aquella época se mantenía a sí mismo como conductor de autobús. Grabó su primer álbum como solista, "Blue Hand Jhonnie", aquel mismo año. Más tarde, actuó junto con Keith Richards, Eric Clapton, John Lee Hooker, Bo Diddley y George Thorogood en el álbum "Live: Let´s Work Together" del último mencionado de 1995. En 1996 y 1997, Johnson se fue de gira con la banda de Bob Weir, Ratdog, actuando en 67 espectáculos.
En 1999, la biografía de Johnson fue publicada: "Father of Rock and Roll: The story of Johnnie B. Goode Johnson", por el joven de 23 años Travis Fitzpatrick. El libro fue nominado al Premio Pulitzer por el congresista John Conyers, con lo que Johnson obtuvo mayor reconocimiento.
En el año 2000, Johnson se unió a la "Rhythm and Blues Foundation".
A finales del año 2004, Johnson grabó su proyecto final, "Johnnie Be Eighty. And Still Bad". Se grabó en St.Louis y todas las canciones fueron originales (escritas por el productor Jeff Alexander). El disco fue publicado la misma semana de su muerte, en abril de 2005.
En 2005, tocó el piano en la banda "Styx´s Big Bang Theory" en la re-regrabación de "Blue Collar Man" titulada "Blue Collar man @2120". Fue grabado en Chess Studios en la avenida Michigan 2120 de Chicago, en el 46.º aniversario de la grabación de la canción "Johnny B. Goode" en el mismo estudio.

## Legado
En noviembre del año 2000, Johnson demandó a Berry, alegando que se merecía la acreditación de cocompositor (y derechos de autor) de docenas de canciones, incluyendo "No particular place to go", "Sweet little sixteen" y "Roll over Beethoven". El caso fue desestimado en menos de un año porque habían pasado demasiados años desde que las canciones en disputa fueron escritas.
En 2001, fue incluido en el "Rock and Roll Hall Of Fame" después de una campaña del hombre de negocios George Turek, el autor Travis Fitzpatrick y el guitarrista de los Rolling Stones, Keith Richards.
Tiene su propia estrella en el "St.Louis Hall of Fame". Su última banda actúa hoy en día como "The Johnnie Johnson Band".
Johnson fue el objeto de un set de casetes de cursos de piano llamadas "The Blues/Rock Piano of Johnnie Johnson- Sessions with a Keyboard Leyend" Publicado originalmente en 1999 (versión DVD en 2005), el video es presentado por David Bennett Cohen, junto con la banda de Johnson junto con el guitarrista Jimmy Vivino.
Johnson murió en St.Louis, Misuri el 18 de abril de 2005 y fue enterrado en el cementerio nacional Jefferson Barracks.
Un documental sobre Johnson, Johnny B. Goode, se sigue produciendo hoy en día por un reportero y cineasta de St. Louis.
El "Johnnie Johnson Blues & Jazz Festival" se celebra anualmente en Fairmont, Virginia Oeste, a tan solo unas manzanas de donde nació Johnson.
- 1991: Johnnie B. Bad (Warner) con Eric Clapton, Keith Richards y Bernard Fowler.
- 1991: Rockin´ Eighty-Eights (grabaciones modernas de blues) con Jimmie Vaughan y Clayton Love.
- 1993: Blue Hand Jhonny (Música evidente) con Oliver Sain.
- 1993: That´ll Eork (Elektra) con "The Kentucky Headhunters" y Jimmy Hall.
- 1995: Johnnie Be Back (MusicMasters) con Buddy Guy, Al Kooper, John Sebastian y Max Weinberg.
- 1997: Johnnie B. Live (Father of Rock and Roll Music) con Jimmy Vivino y Al Kooper.
- 1999: Father of Rock and Roll (Father of Rock and Roll Music)- CD que acompañaba el libro de Father of Rock. and Roll: The Story of Johnnie B. Goode Johnson incluyendo nuevas grabaciones de Johnson and Berry.
- 2005: Johnnie Be Eighty And Still Bad! (Cousin Moe Music) con Jeff Alexander, Rich McDonough (guitarra), Larry Thurston, Gus Thornton, y Joe Pastor (batería).

## Sencillos
- 1994: "Sunday Blues" (con "The Kentucky Headhunters)